# Superettan de 2009
A Segunda Divisão do Campeonato Sueco de Futebol da temporada 2009, denominada oficialmente de Superettan 2009, foi disputada entre 11 de abril e 24 de outubro de 2009. O campeão foi o Mjällby AIF, que juntamente como o vice Åtvidabergs FF, foram promovidos para a primeira divisão de 2010.

## Formato
O campeonato contou com a participação de 16 equipes, que jogaram 30 rodadas, em jogos de turno e returno. Cada vitória valia 3 pontos, empate 1 ponto e derrota 0 pontos.

## Classificação final
| Pos. | Clube          | J  | V  | E  | D  | GP | GC | SG  | Pts |
| ---- | -------------- | -- | -- | -- | -- | -- | -- | --- | --- |
| 1    | Mjällby        | 30 | 19 | 8  | 3  | 60 | 19 | +41 | 65  |
| 2    | Åtvidaberg     | 30 | 17 | 6  | 7  | 53 | 36 | +17 | 57  |
| 3    | Assyriska      | 30 | 15 | 6  | 9  | 46 | 28 | +18 | 51  |
| 4    | Syrianska FC   | 30 | 15 | 5  | 10 | 50 | 38 | +12 | 50  |
| 5    | GIF Sundsvall  | 30 | 13 | 8  | 9  | 54 | 48 | +6  | 47  |
| 6    | Falkenberg     | 30 | 14 | 3  | 13 | 44 | 41 | +3  | 45  |
| 7    | Ängelholm      | 30 | 13 | 5  | 12 | 43 | 44 | -1  | 44  |
| 8    | Landskrona     | 30 | 12 | 4  | 14 | 51 | 46 | +5  | 40  |
| 9    | Ljungskile     | 30 | 11 | 7  | 12 | 48 | 43 | +5  | 40  |
| 10   | Jönköpings S   | 30 | 10 | 6  | 14 | 46 | 54 | -8  | 36  |
| 11   | IFK Norrköping | 30 | 8  | 11 | 11 | 45 | 44 | +1  | 35  |
| 12   | Väsby          | 30 | 8  | 9  | 13 | 28 | 41 | -13 | 33  |
| 13   | Trollhättan    | 30 | 8  | 8  | 14 | 30 | 46 | -16 | 32  |
| 14   | Qviding        | 30 | 7  | 10 | 13 | 31 | 45 | -14 | 31  |
| 15   | Sirius         | 30 | 8  | 7  | 15 | 37 | 53 | -16 | 31  |
| 16   | Vasalund       | 30 | 8  | 5  | 17 | 35 | 64 | -29 | 29  |